# リン (映画監督)
リン（りん）は、日本の映像作家、演出、構成、映画編集者。

## 助監督・編集など
- ほんとにあった！呪いのビデオ87巻〜89巻（2020年）編集協力